# Thet är fullwist, at hwar och een
Det är fullvisst, att var och en  är en gammal psalm i 12 verser av Haquin Spegel. Psalmen baseras på Konung Davids 73:e psalm. "Davids Psalm lärer at man icke bör förargas öfwer the ogudachtigas wälgång." Psalmen har samma melodi som O Menniskia betänck all stund (nr 379).
Psalmen inleds 1695 med orden:
Thet är fullwist, at hwar och een
Låt migh eij blij förtappad:

## Publicerad som
- Nr 72 i 1695 års psalmbok under rubriken "Konung Davids Psalmer".